# 移流拡散方程式
移流拡散方程式とは、移流方程式と拡散方程式が組み合わされた、それらよりも一般的な流れを表す2階線型偏微分方程式である。

## 数学的表現
物理量φ(t , x )が、速度c で流れ、かつ拡散係数D で拡散する場合の移流拡散方程式は次の式で表される：
{\displaystyle {\frac {\partial \phi }{\partial t}}+\nabla \cdot ({\boldsymbol {c}}\phi )=\nabla \cdot (D\nabla \phi )}

## 解析解
1次元で、係数c , D が定数の移流拡散方程式
{\displaystyle {\frac {\partial \phi }{\partial t}}+c{\frac {\partial \phi }{\partial x}}=D{\frac {\partial ^{2}\phi }{\partial x^{2}}}}
については、ラプラス変換を利用して解析解を求めることができる。ここで、境界条件として次の単位ステップ関数を仮定する：
{\displaystyle \phi (t,0)=U_{0}(t)={\begin{cases}0&(t<0)\\1&(t\geq 0)\end{cases}}}
{\displaystyle \lim _{x\rightarrow \infty }\phi (t,x)<\infty \quad (t\geq 0)}
また、初期条件としては次を仮定する:
{\displaystyle \phi (0,x)=0\quad (x\geq 0)}
（実質的にt > 0, x > 0 の解にのみ興味がある。）
このとき、解は
{\displaystyle \phi (t,x)={\frac {1}{2}}\exp \left({\frac {c}{2D}}x\right)\left[\exp \left(-{\frac {c}{2D}}x\right)\operatorname {erfc} \left({\frac {1}{2{\sqrt {Dt}}}}(x-ct)\right)+\exp \left({\frac {c}{2D}}x\right)\operatorname {erfc} \left({\frac {1}{2{\sqrt {Dt}}}}(x+ct)\right)\right]}
となる。ここで、erfc(z )は相補誤差関数である。

### 定常解
上記からさらに、定常としたときの解析解はより簡単になる。このとき移流拡散方程式は
{\displaystyle c{\frac {d\phi }{dx}}=D{\frac {d^{2}\phi }{dx^{2}}}}
である。x の範囲は区間 [0, L ] 内とし、境界条件として
{\displaystyle \phi (0)=\phi _{0},\quad \phi (L)=\phi _{L}}
とする。この時の解析解は
{\displaystyle \phi (x)=\phi _{0}+{\frac {\exp(Pe\cdot x/L)-1}{\exp(Pe)-1}}(\phi _{L}-\phi _{0})}
ただし
{\displaystyle Pe:={\frac {cL}{D}}}
と表される。ここでPe はペクレ数（Péclet number）といい、移流と拡散の比を表す無次元量である。
この解はとても簡単であるため、CFDにおいて解法の評価に用いられる。